# Elecciones generales de Liberia de 1975
Las elecciones generales de Liberia de 1975 se realizaron el 7 de octubre del mencionado año para escoger al Presidente para el período 1976-1984, al mismo tiempo que un referéndum para limitar al presidente a un solo período constitucional de ocho años. También se escogió a los 71 miembros de la Cámara de Representantes y a los 18 miembros del Senado.
Fueron las primeras elecciones desde la muerte de William Tubman, por lo que serían también las primeras elecciones en las que este no sería candidato. Sin embargo, aunque prometió reformas políticas, su vicepresidente y presidente interino desde entonces, William R. Tolbert, no produjo grandes cambios y estas elecciones no se diferenciaron de las anteriores. Fueron, sin embargo, los primeros comicios donde se bajó la edad mínima para emitir sufragio de 21 a 18.
Al igual que en casi todas las elecciones desde 1878, el candidato del Partido Whig Auténtico (TWP), partido único de facto de Liberia, William R. Tolbert, fue reelegido sin oposición. El TWP obtuvo todos los escaños en ambas cámaras de la Legislatura. La participación electoral fue del 80%. Fueron las últimas elecciones bajo el gobierno de la minoría américo-liberiana. En 1980 Tolbert sería derrocado por un golpe de Estado, iniciando el período de conflictos étnicos y violencia política, que culminarían con la democratización del país en 2005.